# Jesper Lohmann
Jesper Lohmann (født 30. oktober 1960 i Ledøje-Smørum) er en dansk skuespiller, der blev uddannet fra Odense Teater i 1989. Blandt andre teatre har han været ansat på Jomfru Ane Teatret. I tv har man kunnet se ham i serierne Fæhår og Harzen, Charlot og Charlotte, TAXA, Rejseholdet, Forsvar, Anna Pihl, Forbrydelsen og Krøniken. Han har indtil videre kun medvirket i få film, bl.a. Menneskedyret (1995), Pusher (1996), En kort en lang (2001), Lykkevej (2003) og Dommeren (2005).

## Filmografi
Film
| År   | Titel               | Rolle         | Noter |
| ---- | ------------------- | ------------- | ----- |
| 1995 | Menneskedyret       | Mogensen      |       |
| 1996 | Pusher              | Mikkel        |       |
| 2001 | En kort en lang     | Tom           |       |
| 2002 | Kald mig bare Aksel | Richard       |       |
| 2003 | Lykkevej            | Robert        |       |
| 2003 | Baby                | Pædagog       |       |
| 2005 | Dommeren            | Carsten       |       |
| 2010 | Hævnen              | Politibetjent |       |
| 2010 | Smukke mennesker    | Mathiesen     |       |
| 2017 | Charmøren           |               |       |

Serier
| År        | Titel                | Rolle                      | Noter                     |
| --------- | -------------------- | -------------------------- | ------------------------- |
| 1995      | Fæhår og Harzen      |                            |                           |
| 1996      | Charlot og Charlotte | Morti, gøgler              |                           |
| 1997-99   | Taxa                 | Finn Johansen              |                           |
| 2002      | Rejseholdet          | Sørensen                   | afsnit 18 og 27           |
| 2002      | Hotellet             | Jeppe Jeppe                | afsnit 39                 |
| 2003-2004 | Forsvar              | Advokat Leo Zielinski      | afsnit 3-29               |
| 2006      | Snapphanar           | Dansk soldat               |                           |
| 2005-2007 | Krøniken             | arbejdsløs Alfred Mogensen | afsnit 12-14, 18-20 og 22 |
| 2007      | Anna Pihl            | Tom Philipsen              | afsnit 14-15              |
| 2007      | Forbrydelsen         | Jens Holck                 | afsnit 10-16              |
| 2007-09   | 2900 Happiness       | Jurist Sten Skovgaard      |                           |
| 2017      | Mercur               | Cykelsmed og radiooperatør |                           |
| 2019      | Sygeplejeskolen      | Aage Ebbesen               | afsnit 4                  |
| 2020      | Rita                 | Svend, Birgits mand        | afsnit 5                  |

Tegnefilm
- Der var engang..., afsnit 3 og 15 (2004-2005) – Forskellige stemmer
- Myremobberen (2006) – Zoc
- Boog & Elliot - vilde venner (2006) – Rheinholt/Reilly

## Ekstern henvisning
- Jesper Lohmann på Internet Movie Database (engelsk)
- Jesper Lohmann på Filmdatabasen
- Jesper Lohmann på danskefilm.dk
- Jesper Lohmann på danskfilmogtv.dk
- Jesper Lohmann på Scope
- Jesper Lohmann på Svensk Filmdatabas (svensk)
- Jesper Lohmann på AlloCiné (fransk)
- Jesper Lohmann på AllMovie (engelsk)
- Jesper Lohmann på The Movie Database (engelsk)
- Jesper Lohmann på danskefilmstemmer.dk